# Vediamoci stasera
Vediamoci stasera è un singolo dei rapper italiani Astol e LDA e del rapper spagnolo Robledo, pubblicato il 10 dicembre 2020 come primo estratto dal secondo album in studio Amante di Astol.

## Descrizione
Il brano, scritto da tutti e tre gli artisti con Francesco Conteddu, è prodotto da Pier Giorgio Usai.

## Video musicale
Il video musicale, diretto da New Image, è stato pubblicato il 28 gennaio 2021 attraverso il canale YouTube di Astol.

## Tracce
Testi di Pasquale Giannetti, Luca D'Alessio, Alberto Robledo Bustos e Francesco Conteddu, musiche di Pasquale Giannetti, Luca D'Alessio, Alberto Robledo Bustos, Francesco Conteddu e Pier Giorgio Usai.
1. Vediamoci stasera – 3:06